# Indiana Jones et la Dernière Croisade (jeu vidéo)
Indiana Jones et la Dernière Croisade est un jeu d'aventure développé et édité par Lucasfilm Games. Initialement commercialisé sur PC, Amiga et Atari ST en juillet 1989, le jeu est ensuite publié sur Macintosh et FM Towns en 1990 puis sur Amiga CDTV en 1992. Le jeu s’inspire du film Indiana Jones et la Dernière Croisade, le joueur incarnant alternativement Indiana Jones et son père dans leur quête à la recherche du Graal. Le joueur contrôle les personnages via une interface en pointer-et-cliquer et doit résoudre des énigmes pour avancer dans le jeu. Le jeu a été conçu par Ron Gilbert, David Fox et Noah Falstein et est basé sur le moteur SCUMM développé pour Maniac Mansion.

## Trame
Le jeu s’inspire du film Indiana Jones et la Dernière Croisade. Il débute en 1938 alors qu'Indiana Jones revient d'une expédition de laquelle il ramène la croix de Coronado. De retour aux États-Unis, il rencontre Walter Donovan qui parvient à le recruter pour partir en quête du Saint Graal en lui expliquant que la précédente expédition, menée par le père d'Indiana, est portée disparue. Accompagné de Marcus Brody, Indiana Jones se rend alors à Venise où il rencontre la docteur Elsa Schneider. En utilisant les informations du journal de son père, il découvre l'entrée des catacombes sous une librairie. Dans ces catacombes, il trouve un indice qui lui permet de localiser le Graal dans les environs de Iskenderun. En retournant à la surface, il retrouve Schneider et Brody et ce dernier lui apprend que son père est prisonnier des allemands dans un château en Autriche. Indiana décide de partir à son secours accompagné de Schneider pendant que Brody part pour Iskenderun. Indiana s'infiltre seul dans le château et parvient à retrouver son père avant d'être capturé par les nazis. Il découvre que Schneider et Donovan sont à la solde des nazis avant de parvenir à s'enfuir. Il se rend ensuite à Berlin pour récupérer le journal de son père avant de s'envoler avec lui pour le Moyen-Orient sur les traces du Graal. En arrivant, ils apprennent que Brody a été enlevé par les nazis qui détiennent maintenant les indices découverts par Indiana. Ils parviennent à le délivrer mais les nazis arrivent avant eux au canyon ou est caché le Graal. Indiana et son père sont à nouveau capturés et Donavan tire sur ce dernier afin d'obliger Indiana à retrouver le Graal pour lui. Après avoir réussi trois épreuves, il parvient à la salle du Graal en compagnie des nazis. Ils y rencontrent le dernier des templiers qui l'invite à retrouver le vrai Graal parmi une dizaine de coupes. Donavan boit alors dans l'une d'elles mais celle-ci se révèle être la mauvaise coupe et il meurt. Indiana devine alors quel est le véritable Graal et parvient à sauver son père avant de quitter le temple

## Système de jeu
Indiana Jones et la Dernière Croisade est un jeu d'aventure en 2D se jouant en vue à la troisième personne. Via une interface en pointer-et-cliquer, le joueur dirige des personnages et doit résoudre des énigmes pour avancer dans le jeu. Le joueur peut interagir avec son environnement grâce à des commandes verbales, comme « ramasser » qu'il peut utiliser pour ramasser un objet. Comme Maniac Mansion et Zak McKracken and the Alien Mindbenders, le jeu utilise le moteur SCUMM auquel les développeurs ont apporté un certain nombre d'améliorations. C'est ainsi le premier jeu basé sur ce moteur à inclure les commandes « regarder » et « parler à ». Ce dernier permet de lancer une discussion avec un personnage lors de laquelle le joueur peut choisir entre plusieurs répliques. Le studio réutilisera ensuite ce système dans la plupart de ses jeux d'aventure, incluant entre autres The Secret of Monkey Island. Le jeu inclus également un système de point, appelés score de QI, similaire à celui de certains jeux d'aventure de Sierra On-Line. Ce score augmente au fur et à mesure que le joueur résout des puzzles. Lorsque le joueur commence une nouvelle partie, celui-ci n'est pas remis à zéro et le seul moyen de l'augmenter, et d'atteindre le score maximal de 800 points, est alors de trouver des solutions alternatives aux différents puzzles du jeu. Il est en effet possible de finir le jeu de différentes façons. Enfin, le jeu inclut également des séquences basées sur une interface différente, incluant des séquences de combats et une séquence de vol en biplan.

## Développement
La conception du jeu est initialement confiée à Noah Falstein. L’objectif de Lucasfilm Games est alors de publier le jeu en même temps que le film, ce qui ne lui laisse que sept mois pour le terminer. Noah se rend vite compte qu’il ne pourra pas finir le jeu à temps tout seul et Steve Arnold, le chef de la division, assigne donc Ron Gilbert et David Fox au projet pour l’aider. Du fait de leur expérience avec le moteur de jeu SCUMM sur les jeux Maniac Mansion et Zak McKraken ces derniers réalisent la majeure partie du travail de programmation. Noah Falstein code cependant certaines parties du jeu, dont la scène qui se déroule dans la librairie à Venise et la séquence du mitrailleur de queue. Pour se partager le travail, ils découpent le jeu en trois parties, chacun d’eux travaillant sur l’une d’elles. Ils se réunissent cependant régulièrement afin de coordonner leurs efforts et de discuter de la conception du jeu. En dehors du travail de conception, Ron s’occupe principalement de la programmation, David de l’organisation et Noah des relations avec le marketing, mais ils échangent régulièrement leurs tâches. Le frère de Noah, qui travaille à l’époque comme écrivain en indépendant, rédige le livret Grail Diary inclus dans la boite du jeu, celui-ci servant notamment de protection anticopie et d’aide de jeu.
Au lancement du développement, les trois concepteurs rencontrent George Lucas et Steven Spielberg afin qu’ils leur expliquent ce qu’ils attendent du jeu. Ces derniers se montrent très peu directifs et leur laissent beaucoup de liberté en matière de scénario.  Après cette réunion de lancement du développement, George Lucas et Steven Spielberg n’interviennent que très peu dans la conception. George n’est en effet pas fan de jeux vidéo, et Steven est absent pendant la majeure partie du développement. Une fois le jeu terminé, Steven l’a cependant apprécié et a régulièrement appelé les développeurs pour leur demander de l’aide. Pour concevoir le jeu, les développeurs se basent sur le scénario original. Certaines scènes de celui-ci n’ont pas été utilisées pour le film et le jeu inclut donc des scènes n’apparaissant pas dans le film. C’est par exemple le cas d’une scène au début du jeu dans laquelle Indy a un différend avec un autre professeur, ou de la scène du dirigeable lors de laquelle Indy assomme l’opérateur radio avant de détruire cette dernière.
Pour les énigmes du jeu, les trois concepteurs ont l’idée de permettre au joueur de les résoudre de différentes manières. Noah propose ensuite de faire correspondre ces alternatives à différents types de gameplay. À partir de là, il imagine également le système de Indy Quotient Points comme une façon de pousser les joueurs à trouver les solutions alternatives des énigmes en recommençant le jeu. Compte tenu du film dont le jeu s’inspire, ils considèrent qu’il est important d’inclure des éléments d’actions dans le jeu. Ils ajoutent donc des scènes d’arcades, dans lesquels le joueur contrôle par exemple un biplan, et l’option d’avancer dans le jeu en combattant les gardes. Le mini-jeu de boxe utilisé pour cela est imaginé par Noah en s’inspirant des combats à l’épée du jeu Sid Meier's Pirates!. Enfin, ils ajoutent également un nouveau système de conversations, dans lequel le joueur peut choisir entre plusieurs répliques, afin de renforcer la narration du jeu.
Alors que le développement est déjà bien avancé, les trois concepteurs découvrent un nouveau jeu d’aventure publié par Sierra On-Line qui propose un plus grand nombre et de meilleures animations que ce qu’ils prévoient alors pour Indiana Jones. Craignant d’être distancés par leur rival, ils développent un nouvel éditeur d’animation permettant de créer des animations beaucoup plus élaborées.

## Versions
La version originale du jeu, sur PC, est publiée par Lucasfilm Games en 1989 en même temps que le film dont il s’inspire. Cette version initiale est compatible avec les cartes graphiques Tandy, EGA, CGA et MCGA et propose donc des graphismes en seize couleurs,. Elle ne supporte que les cartes sons Adlib (pas les Sound Blaster), les effets sonores étant joués par l’intermédiaire du PC speaker le cas échéant. Outre les disquettes du jeu, le manuel et la carte de référence, l’emballage de la version originale contient un livret de 63 pages, le  Grail Diary, qui contient des illustrations et des coupures de journaux qui apportent des indices pour avancer dans le jeu, ainsi qu’un coupon de réduction pour l’achat d’une carte son Adlib,,. La même année, le jeu est porté sur Amiga et Atari ST. Ces nouvelles versions bénéficient d’une meilleure qualité sonore mais le jeu s’en trouve ralenti. Ces versions PC EGA, Amiga et Atari ST ont été éditées en français (jeu et tout la documentation). La boite n'a pas été traduite mais elle présente souvent un gros sticker en français. Le jeu est ensuite porté sur Macintosh en 1990, cette version bénéficiant de graphisme en plus haute résolution.
Une nouvelle version du jeu, compatible avec cartes graphiques VGA, proposant des graphismes en 256 couleurs, est plus tard publiée sur IBM PC. Celle-ci est portée en 1990 sur les ordinateurs japonais FM Towns. En dehors de quelques changements mineurs des graphismes, cette dernière ne diffère de la version PC que par sa musique, en qualité CD à la place du MIDI des autres versions. La version Amiga du jeu est également publiée sur Amiga CDTV en Allemagne en 1992 avec les mêmes graphismes, mais des musiques en qualité CD.
Le jeu est également disponible en téléchargement sur la plateforme Steam depuis le 15 juillet 2009.

## Accueil

### Critiques
| Indiana Jones and The Last Crusade |      |       |
| Média                              | Nat. | Notes |
| Sur Commodore 64                   |      |       |
| Dragon Magazine                    | US   | 5/5   |
| Computer and Video Games           | GB   | 91 %  |
| Commodore Computing International  | GB   | 90 %  |
| Gen4                               | FR   | 100 % |
| The One                            | GB   | 89 %  |
| Tilt                               | FR   | 18/20 |
| Zzap!64                            | GB   | 86 %  |
| Sur Amiga                          |      |       |
| Amiga Action                       | GB   | 86 %  |
| Amiga Computing                    | GB   | 93 %  |
| Amiga Format                       | GB   | 71 %  |
| CU Amiga                           | GB   | 93 %  |
| Zzap!64                            | GB   | 90%   |
| Rétrospective                      |      |       |
| Adventure Gamers                   | US   | 2/5   |
| Adventure Classic Gaming           | US   | 3/5   |

Comme le film dont il s’inspire, le jeu est unanimement salué par la presse spécialisée et il rencontre un succès commercial inédit pour Lucasfilm Games. Les critiques soulignent notamment la qualité de sa réalisation et de son interface graphique ainsi que son gameplay varié. Techniquement, le jeu est en effet jugé très réussi par l’ensemble des critiques qui saluent en particulier ses excellents graphismes et animations,. Dans ce domaine, il est comparé à King's Quest et Leisure Suit Larry par un journaliste qui juge qu’il propose des graphismes moins grossiers que ces derniers. Les journalistes font également l’éloge de sa mise en scène en expliquant qu’il propose des perspectives et des angles de caméra variés et inventifs et que les raccords entre les différentes séquences sont réussis et dignes d’un dessin animé interactif,. La critique du magazine Compute! salue en outre l’attention aux détails apportés par les développeurs. Les effets sonores sont jugés plutôt bons même si une critique note qu’il faut disposer d’une carte son Adlib pour en profiter pleinement,. Globalement, la presse le juge donc très bien réalisées, même au niveau du packaging qui est considéré « génial », la seule critique dans ce domaine concernant les changements occasionnels de disquette au cours du jeu.
La presse spécialisée est unanime concernant son interface graphique en pointer-et-cliquer qui est décrite comme étant toujours aussi efficace et confortable,. Dans ce domaine, le journaliste de Gen4 salue notamment son nouveau système de dialogue qui, d’après lui, est « pratique » et offre « de nombreuses possibilités pour discuter ». Les dialogues sont d’ailleurs jugés « formidables » par le magazine Compute!. Au niveau du gameplay, les énigmes sont également bien reçues par les critiques qui notent la présence d’un bon nombre d’énigmes originales et qui jugent l’aspect réflexion plus poussé que dans Zak McKraken,. L’introduction d’éléments de jeu d’action est considérée comme une idée remarquable qui, d’après la critique de Gen4, « plongent encore plus [le joueur] dans l’ambiance » des Indiana Jones,. Plus globalement, Charles Ardai du magazine Computer Gaming World juge que les développeurs sont parvenus à trouver le bon équilibre entre les phases d’exploration, d’énigmes et d’actions. Toujours concernant le système de jeu, les critiques saluent également les multiples manières de terminer le jeu, la disparition des culs-de-sacs et le fait qu’il soit quasiment impossible de mourir,. Malgré ces améliorations qui facilitent la vie du joueur, le jeu est jugé « difficile » et comme susceptible de procurer de nombreuses heures d’amusement et d’aventure. L’ambiance du jeu est elle aussi jugée réussie, le journaliste de Gen4 notant par exemple que le jeu conserve le charme du film tout en ajoutant suffisamment d’éléments nouveaux pour rester passionnant pour quelqu’un l’ayant déjà vu.
Globalement, le jeu est décrit comme une grande réussite. Pour Charles Ardai, le jeu n’est ainsi pas loin de surpasser le film et démontre que les développeurs de Lucasfilm Games sont les meilleurs quand il s’agit d’adapter Indiana Jones en jeu vidéo. Les journalistes de Dragon Magazine le recommande fortement en affirmant qu’il est le meilleur jeu d’aventure du studio qui démontre une nouvelle fois sa capacité à créer des jeux superbement réalisés. Pour le magazine Gen4, c’est un jeu fabuleux qui parvient même à surpasser Zak McKraken. Le journaliste de Tilt partage cet avis et ajoute qu’il est sans doute l’un des meilleurs jeux d’aventure de l’année.

### Récompenses
- Tilt d'or 1989 du meilleur jeu d'aventure en anglais[23]
- 4 d'or 1989 de la meilleure adaptation
- 4 d'or 1989 du meilleur jeu d'aventure étranger
- 4 d'or 1989 du meilleur packaging
- 4 d'or 1989 du meilleur jeu étranger[24]

## Le jeu d'action
Un jeu d'action sur le même thème a été édité la même année : Indiana Jones and the Last Crusade: The Action Game. Il n'eut pas le succès de son alter-ego.

## Postérité
Comme le film, le jeu rencontre un succès critique et commercial, ce qui pousse Lucasfilm Games à rapidement planifier le développement d'une suite. La majeure partie des concepteurs du premier épisode est cependant en train de travailler sur The Secret of Monkey Island et The Dig et le projet est donc confié à Hal Barwood,. Le studio souhaite au départ s’inspirer d’un script, rejeté, écrit par Chris Columbus pour le troisième film de la série, dans lequel Indiana Jones part à la recherche d’artefacts chinois en Afrique,. Hal Barwood n’est cependant pas convaincu par ce script et avec Noah Falstein, il écrit un nouveau scénario en s’inspirant du mystère de l’Atlantide. Après deux ans de développement, le jeu — baptisé Indiana Jones et le mystère de l'Atlantide — est publié par Lucasfilm Games en 1992,.
Après le succès de ce dernier, LucasArts décide en 1993 de développer une nouvelle suite et propose le projet à Hal Barwood. À la suite de son refus, la conception du jeu, baptisé Indiana Jones and the Iron Phoenix, est finalement prise en main par Joe Pinney jusqu’à son départ du studio, le projet étant alors confié à Aric Wilmunder. Le scénario du jeu prend place après la Seconde Guerre mondiale alors qu’Indiana Jones, aidé par la commandante russe Nadia Kirov, tente d’empêcher les Nazis de ressusciter Adolf Hitler avec la pierre philosophale,. Une grande partie des développeurs du studio étant occupée sur d’autres projets, LucasArts envisage de faire appel à une société canadienne pour les assister dans le développement. Après trois mois d’échanges, ils se rendent cependant compte que leur travail n’est pas d’une qualité suffisante et la collaboration est abandonnée. Pour ne rien arranger, Sean Clark assigne Aric Wilmunder au développement de The Dig et celui est donc débordé. Il doit également faire face à un conflit entre le responsable des décors et celui des animations qui ne parviennent pas à se mettre d’accord sur le style graphique du jeu. Après quinze mois de développement, le jeu est tout de même présenté au public lors de l’European Computer Trade Show de 1995. L’équipe découvre alors que compte tenu des thèmes du jeu, il ne sera jamais autorisé à la vente en Allemagne. Pour LucasArts, il est cependant impossible de faire l’impasse sur ce pays qui représente  une part importante du marché des jeux d’aventure. La direction considère donc que le jeu ne sera pas rentable et il est donc annulé. Le scénario du jeu est plus tard adapté en une série de quatre comics publiée par Dark Horse Comics,. D’après certaines sources, LucasArts envisage plus tard de développer une nouvelle suite, baptisée Indiana Jones and the Spear of Destiny, dont l’intrigue imaginée par Aric Wilmunder envoie Indy à la recherche de la Sainte Lance. Son développement n’a jamais été confirmé par LucasArts mais, comme celui d’Iron Phoenix, son scénario est plus tard adapté en une nouvelle série de comics publiée par Dark Horse Comics.